# Талин
Та̀лин (на естонски: Tallinn, исторически Reval, Ревель) е столица и най-голям град на Естония. Главен административен център на област Харю. Разположен е на южния бряг на Финския залив на около 80 km от Хелзинкии има площ от 159,2 km². След 1991 г., благодарение на високотехнологичната индустрия и на потока от туристи, Талин се е превърнал в един от най-важните градове за Източна Европа и Прибалтика. Населението наброява около 400 000 души (2004).

## История
Първите следи от заселници по тези земи са отпреди 5000 години. Първият замък в Талин е построен на хълма Тоомпеа през 1050 г. Градът се намира на много важно място – между Русия, Европа и Скандинавието и затова още от основаването си е цел на много народи, но най-вече на датчаните, които го завладяват заедно с части от Естония през 1219 г.
През 1346 г. датчаните продават града на Тевтонския орден. Около 8-те хиляди жители на средновековния Талин се радвали на много богатства заради доброто разположение на града и на добра защити – Талин имал крепостна стена и около 70 защитни кули.
През различни периоди Талин е бил управляван от руснаци, шведи и датчани. По време на градската индустриална революция през 19 век, по време на руското управление, градското пристанище е разширено. През 20 век градът става столица на свободна Естония след война между Германия и Русия. След окупацията на Съветска Русия през 1944 г. Талин става столица на Съветска Естония. През 1980 г., когато се провеждат Летните олимпийски игри в Москва, в градчето Пирита на североизток от Талин се провежда регата и заради това в Талин са издигнати много нови сгради. Строителството на нови и по-модерни сгради продължава със скоростни темпове след получаването на де факто независимост на Естония от Съветска Русия.
Старата част на Талин е де факто разделена на две подчасти:
- Тоомпеа
- Стария град, заселен в миналото главно от германци и руснаци. Днес повече естонци има в южната част на Стария Талин.

Днес Старият Талин е обявен за част от Световното културно наследство на ЮНЕСКО. Това става през 1997 г. и въпреки че Талин е бомбардиран през Втората световна война, Старият град е почти непокътнат. Към него се включва и построената през 15 век игла в готически стил на църквата „Свети Олаф“. Точно заради тази игла между 1549 и 1625 г. тази църква е най-високата в света. Днес, след няколко реконструкции, църквата е висока 123 m.

## Местоположение и климат
Талин е разположен в южната част на Финския залив и в северозападната част на Естония. Езерото Юлемисте е най-голямото в района на Талин – площта му е около 10 km² и цялата столица черпи водните си запаси от неговите води. Второто по големина езеро е Харку с близо 2 km² площ. Единствената по-голяма и важна река, преминаваща през Талин, е Пирита, която се влива във Финския залив. Най-високата естествена точка на града е 64 m н.м.р. Бреговата линия на града с дължина около 50 km е разпределена между три полуострова – Копли, Палясааре и Какумиае. Максималната лятна температура се достига през юли, а минималната – през май (съответно около 33 и 14 °C). Максималната зимна се достига през април, а минималната – през декември (съответно около 0 и –8 °C. Естествено, в Талин са поставяни и температурни рекорди, нетипични за този регион. Например около 32 °C през лятото и –32 °C през зимата. Най-много дъжд пада през август, а най-малко – през февруари и март.

## Население
404005 (2009)

## Етнически състав
- 54,8% – естонци
- 36,6% – руснаци
- 3,6% – украинци
- 1,9% – беларуси
- 3,1% – други

## Етимология
Най-старото име, с което Талин се среща в хрониките, е от една руска такава, в която градът е наречен Коливан. Предполага се, че е бил кръстен на естонския митичен герой Калев. По-късно, през 12 век, се появява версията Калеван, вписана на регионална карта от арабския картограф Мохамед ал-Идриси.
Наименованието „Tallinn(a)“ се предполага, че е с естонски произход. Смята се, че произлиза от „Taani-linn(a)“ (означаващо „Датската крепост/град“; на латински: Castrum Danorum). Bи могло да произлиза и от „tali-linna“ („Зимната крепост/град“), както и от „talu-linna“ („дом/чифлик – крепост/град“). Частицата -linna, подобно на германското -burg и славянското -grad/-gorod, по принцип означава „крепост“/„укрепен град“, но се използва и като наставка в имената на градове.
През 1918 г., когато Естония получава независимост, наименованието Tallinna замества официално използваната до този момент германска дума Reval (на руски: Ревель). В началото на 20-те години на миналия век официалното изписване на града се променя от Tallinna на Tallinn. Онези, които не владеят естонски език, понякога се объркват от надписи като Tallinna Lennujaam (Летище Талин). В случаи като този, когато името на естонската столица е изписано с окончание -a, това показва, че думата е използвана в родителен падеж.

### Исторически наименования
Немското и шведското наименование Reval (на латински: Revalia, на старошведски: Räffle) произлиза естонското име (от 13 век) на съседна област Rävala. Други известни исторически имена на града са: Lindanise (естонски), Lyndanisse (датски), Lindanäs (шведски), Ledenets (източнославянски), Kesoniemi (фински) и Колывань (източнославянски). Според легендите тези имена произхождат от името на Линда – жената на Калев, която, според легендата, носела камъни до гроба му. Много хора вярват, че днес тези камъни представляват хълма Тоомпеа в централната градска част на Талин, част от Стария град. Други смятат, че скандинавските версии идват от думата линда, която на естонски значи „замък“ или „малък град“.

## Транспорт
От 1 януари 2013 г. градският обществен транспорт в Талин е безплатен за всички регистрирани жители на града. Право на безплатен превоз имат също всички учащи се до 19-годишна възраст, независимо от местожителството им. Също от 1 януари 2013 г. са отменени хартиените билети и са въведени безконтактни пластмасови карти, които се „валидират“ при влизане в превозното средство чрез специални регистратори. Жителите на града заплащат 2 евро еднократно за безконтактната карта, която е „лична“, т.е. съдържа идентифициращи данни за лицето. За пенсионери и инвалиди картата е безплатна.

## Известни личности
Родени в Талин
- Алексий II Московски (1929 – 2008), духовник
- Александър Бенкендорф (1782 – 1844), генерал и политик
- Томас Йохан Зеебек (1770 – 1831), физик
- Кая Канепи (р. 1985), тенисистка
- Дорис Карева (р. 1958), поетеса
- Александър Клумберг (1899 – 1958), лекоатлет
- Ото Коцебу (1787 – 1846), изследовател
- Николай Криденер (1811 – 1891), генерал
- Иван Крузенщерн (1770 – 1846), изследовател
- Волфганг Кьолер (1887 – 1967), психолог
- Иво Лайно (р. 1936), футболист
- Ленарт Мери (1929 – 2006), политик
- Иван Михелсон (1740 – 1807), генерал
- Евалд Окас (1915 – 2011), художник
- Урмас Пает (р. 1974), политик
- Март Поом (р. 1972), футболист
- Юрий Ратас (р. 1978), политик
- Даниил Ратников (р. 1988), футболист
- Виктор Розен (1849 – 1908), историк
- Алфред Розенберг (1893 – 1946), германски политик
- Катрин Сиска (р. 1983), певица
- Едуард Тол (1858 – 1902), изследовател
- Пеетер Тороп (р. 1950), семиотик
- Мари Ундер (1883 – 1980), поетеса
- Яак Уудмае (р. 1954), лекоатлет
- Тъну Ъннепалу (р. 1962), писател
- Нееме Ярви (р. 1937), диригент

Починали в Талин
- Александър Александрович Бунге (1851 – 1930), изследовател
- Гунар Грапс (1951 – 2004), музикант
- Ерни Крустен (1900 – 1984), писател
- Арнолд Лухаяяр (1905 – 1965), щангист
- Ленарт Мери (1929 – 2006), политик
- Евалд Окас (1915 – 2011), художник
- Антон Тамсааре (1878 – 1940), писател
- Вельо Тормис (1930 – 2017), композитор